# سام بنسون
سام بنسون (بالإنجليزية: Sam Benson)‏ هو بحار وسياسي أسترالي، ولد في 12 يوليو 1909 في أستراليا، وتوفي في 26 يوليو 1995. حزبياً، نشط في حزب العمال الأسترالي (1962 – 1966). وقد انتخب عضو مجلس النواب الأسترالي عن دائرة Division of Batman ‏ (1 سبتمبر 1962 – 29 سبتمبر 1969).